# Homokliliom
A homokliliom (Anthericum) a spárgafélék (Asparagaceae) családjába tartozó növények egy nemzetsége mintegy 7 fajjal.

## Származása, elterjedése
A legtöbb faj amerikai. Európában csak három faja él; közülük kettő Magyarországon is honos.

## Megjelenése, felépítése
Leveleinek erezete párhuzamos.

## Felhasználása
A népi gyógyászatban két fajának gyökerét is használták orvosságnak; mára ezt a jelentőségét elvesztette.